# 694 TCN
694 TCN là một năm trong lịch La Mã.